# Juniperus occidentalis
Juniperus occidentalis är en cypressväxtart som beskrevs av William Jackson Hooker. Juniperus occidentalis ingår i släktet enar, och familjen cypressväxter. IUCN kategoriserar arten globalt som livskraftig.

## Underarter
Arten delas in i följande underarter:
- J. o. australis
- J. o. occidentalis

## Bildgalleri

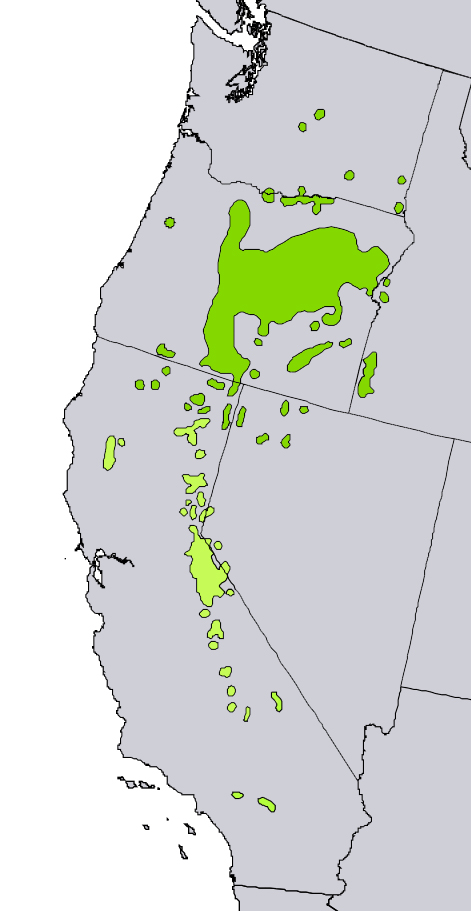
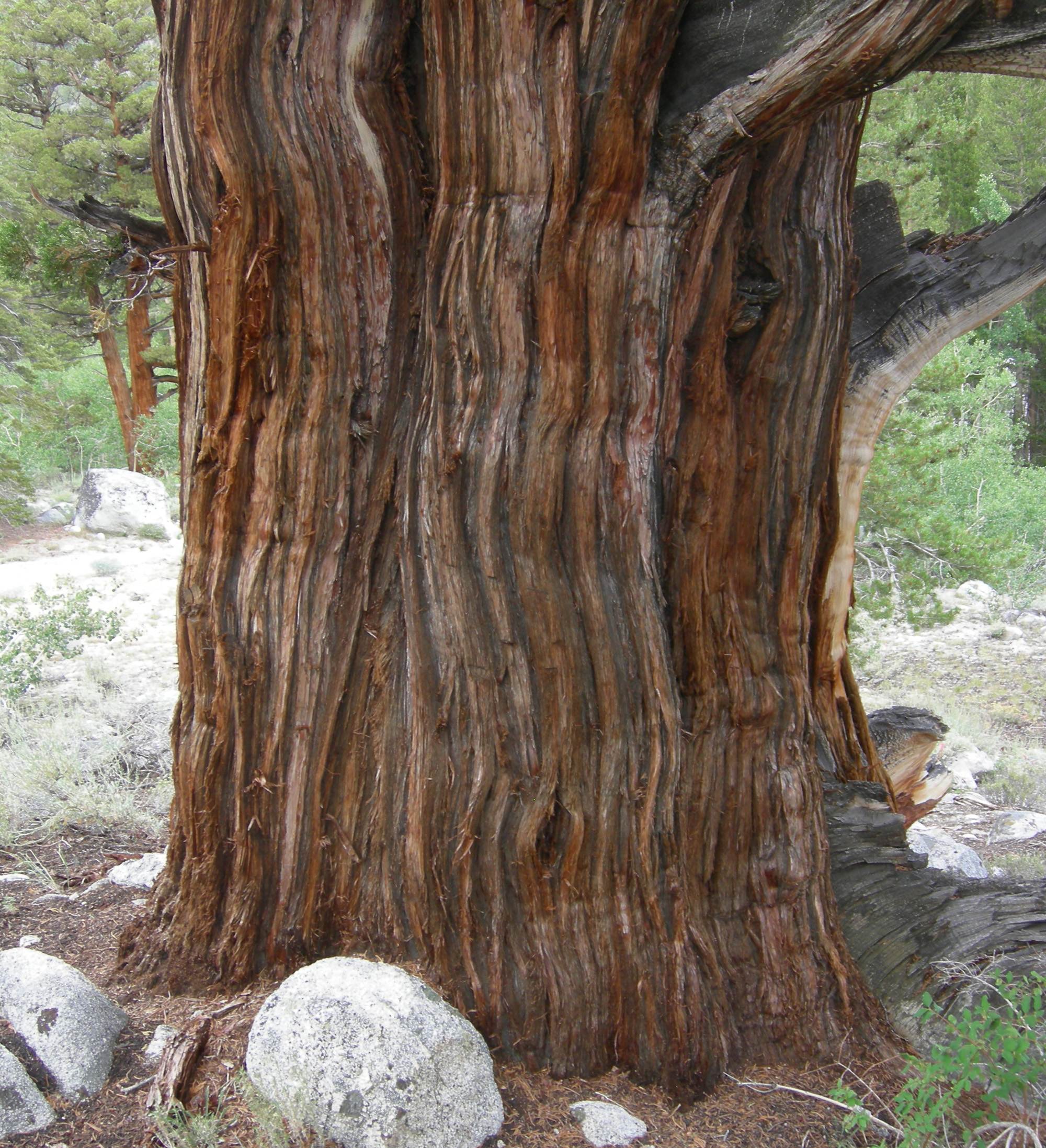
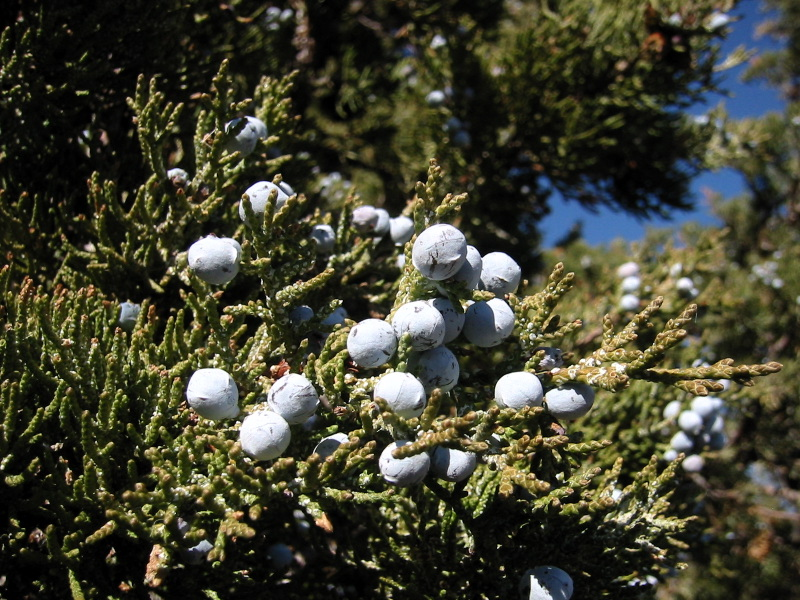
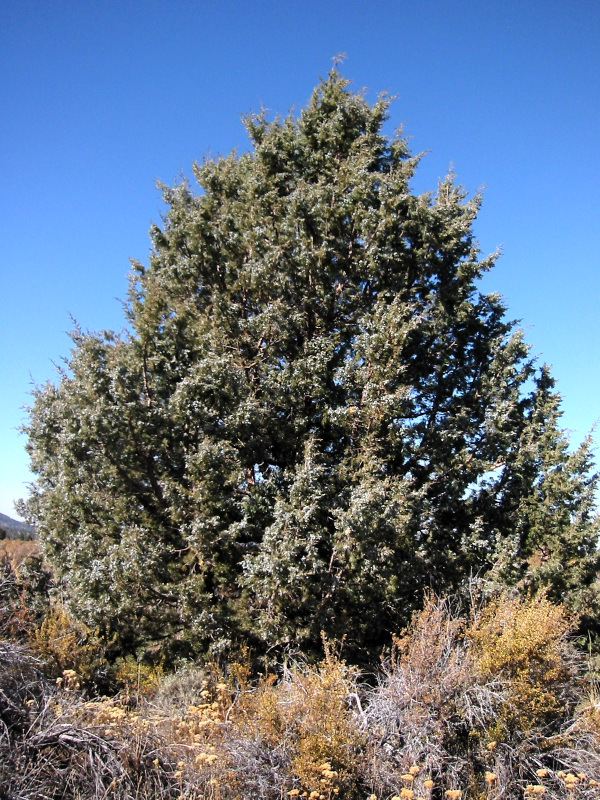
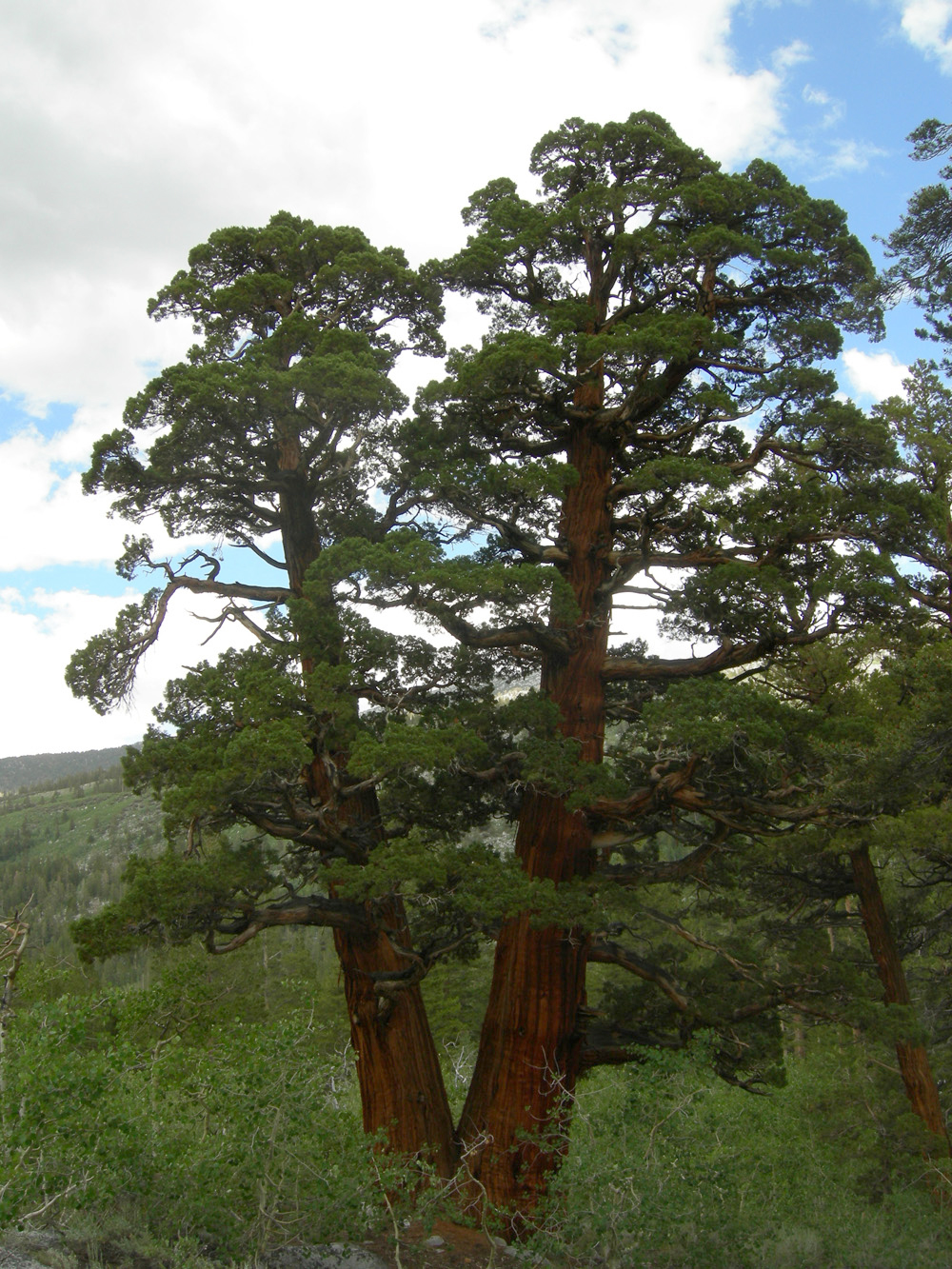